# Аббадесса, Франческо
Франческо Аббадесса (итал. Francesco Abbadessa, 15 декабря 1869, Палермо — 2 апреля 1954, Палермо) — итальянский шахматист и теоретик.
По профессии бухгалтер. Победил в турнире по переписке (1895-99), организованном газетой «Gazzetta del Popolo della Domenica», а также одержал победу в матче против Витторио Торре в Турине.
Известный в Италии проблемист, составил около 130 задач — двух-, трёх- и четырёхходовых. В 1897 году основал газету «L’Eco degli Scacchi». Редактор шахматных разделов многих известных газет, комментатор партий. В 1896 году стал соучредителем и секретарём Шахматного кружка Сицилийского Альпийского клуба, был его президентом с 1898 по 1900 год.
С 1913 года — член Шахматной академии Палермо.